# بلوکاژ
به منظور جلوگیری از نفوذ رطوبت زمین به کف ساختمان‌ها، از بلوکاژ یا ماکادم استفاده می‌شود که عبارت است از لاشه سنگ و قلوه سنگ که بدون ملات به ضخامت ۲۵ تا ۴۵ سانتی متر در زیر کف سازی ریخته می‌شود. و معمولاً قیرگونی دیوار از میان دیوار عبور نموده و به داخل بلوکاژ ختم می‌شود.